# Urluia
Urluia – wieś w Rumunii, w okręgu Konstanca, w gminie Adamclisi. W 2011 roku liczyła 393 mieszkańców.